# Grojband
Grojband es una serie animada canadiense creada por Todd Kauffman y Mark Thornton. La serie es producida por Fresh TV y Neptoon Studios en asociación con Teletoon Canadá Inc. y distribuida por Fremantle Media.
Los productores ejecutivos son Tom McGillis y Jennifer Pertsch, creadores de la reconocida franquicia animada Drama Total
La serie se estrenó el 10 de junio de 2013 en Cartoon Network, 
Días después, el 25 de junio de 2013 en Boomerang, en Estados Unidos, y el 5 de septiembre de 2013 en sus dos canales originales, Teletoon y Télétoon. Al inicio del año que viene fue estrenada en Cartoon Network (Latinoamérica).

## Sinopsis
Grojband narra la historia de Corey y sus amigos: Laney y los gemelos Kin y Kon, quienes trabajan juntos para llevar a su banda -que lleva el mismo nombre de la serie- a la fama internacional. 
Para componer sus canciones, Corey recurre al diario personal de su hermana Trina, quien siempre está acompañada por su mejor amiga Mina. Las emociones y vivencias que Trina plasma en su diario inspiran las letras que la banda interpreta, dándoles un toque único y auténtico a sus presentaciones.

## Personajes

### Grojband
- Corey Jaron Riffin (voz de Lyon Smith en inglés, Luis Leonardo Suárez en su doblaje al español para América Latina, y Adolfo Moreno en el doblaje al castellano) es un peculiar chico de 13 años.[1]  Él es el protagonista principal, líder, vocalista y guitarrista de la banda. Sin límites a la hora de crear su música, recurre al diario de su hermana para tomar prestadas sus canciones. Corey siente algo especial por Laney, la bajista del grupo. Durante la serie su personaje se caracteriza por tener el cabello azul y la tez blanca; vestir pantalones cortos, camisa blanca de manga larga por debajo de una camiseta negra, calzado azul con blanco y medias blancas.

- Laney Penn (voz de Bryn McAuley en inglés, Mireya Mendoza en el doblaje al español para América Latina, y Blanca Hualde en el doblaje al castellano) es la bajista y mánager autoproclamada de la banda. Es la única chica del grupo, por lo que suele mostrarse reservada con los demás integrantes. Aunque a menudo cede ante los planes de Corey, que está enamorada de él.
- Kin Kujira (voz de Sergio Di Zio en inglés, Eduardo Garza en el doblaje al español para América Latina y Jesús Alberto Pinillos en el doblaje al castellano) es el hermano gemelo de Kon y el tecladista de la banda. Es un chico con anteojos, experto en informática y creador de inventos extraordinarios. Posee una gran imaginación y entusiasmo, cree en los fenómenos sobrenaturales y siempre viste esmoquin
- Kon Kujira (voz de Tim Beresford en inglés, Héctor Emmanuel Gómez en el doblaje al español para América Latina y Francisco Javier Martínez en el doblaje al castellano) es el hermano gemelo de Kin y el batería[2] de la banda. Es más infantil e inmaduro que sus compañeros pero desataca por actuar siempre con buenas intenciones.

### Los Newmans
Los Newmans son una banda rival con el género opuesto de los integrantes de Grojband, comparten los mismos actores de voz que sus contrapartes. Su objetivo principal es hundir a Grojband y vencerlos en un duelo.
- Carrie Beff: es la líder de la banda Newmans y hermana menor de Mina. Es la rival de Corey, la diferencia en su apariencia es que ella tiene el cabello largo. Carrie desea ver fracasar a sus enemigos.

- Lenny Nepp:[3]es el bajista y mánager de la banda de los Newmans. Enamorado de la líder de la banda (Carrie), pero no puede confesarle sus sentimientos por su timidez y falta de coraje. Laney es la única que sabe sobre sus sentimientos hacia Carrie. Es el más inteligente, serio y el más coherente de la banda. Lenny es parecido a su rival Laney, con la excepción de que él no usa sombras de ojos.
- Kim Kagami:[4]es la gemela de Konnie y tecladista de los Newmans. Es la experta en tecnología y es parecida a su rival Kin, con la excepción de llevar el pelo largo, usa una camisa negra y un pañuelo.
- Konnie Kagami: es la gemela de Kim y la baterista de los Newmans. Konnie es algo infantil, es parecida a su rival Kon con la excepción de que ella es rubia y usa un modelo de camisa diferente.

### Antagonistas
- Katrina "Trina" Riffin: (voz de Alyson Court en inglés y Cynthia Chong, cambiada por Alondra Hidalgo en su doblaje al español para América Latina) es la hermana mayor de Corey, tiene 17 años. Es la antagonista principal de la serie, al tener la aparente misión de arruinar la vida de Corey y ser la mejor en casa, incluso si esto implica poner su propia vida en riesgo. Ella está profundamente enamorada de Nick Mallory, a pesar de que él apenas sabe que ella existe. Cada vez que tiene un exabrupto emocional, ya sea ira, tristeza o felicidad, de modo impulsivo escribe en su diario, del cual Corey saca la inspiración lírica para sus canciones.[5] Trina siempre quiere salirse con la suya, así eso signifique usar a su mejor amiga Mina para conseguirlo.

- Bernadette "Mina" Beff (voz de Denise Oliver en la original y Hiromi Hayakawa en el doblaje al español para América Latina): es la mejor amiga y secuaz de Trina. Ella es a menudo usada e incluso arriesga su integridad física para poder ayudar a Trina en sus vengativos planes. Es la hermana mayor de Carrie y ambas se llevan bien.

### Otros personajes
- Nick Mallory (voz de Graeme Cornies en la original y Alejandro Orozco en el doblaje al español para América Latina): es el chico más popular y atractivo de la ciudad de Peaceville, amado por las chicas y admirado por los chicos. Nick es profundo, habla en tercera persona y siente gusto por cualquier cosa, incluyéndose a sí mismo.
- Alcalde Mellow (voz de Kedar Brown en la original y Gerardo Reyero en el doblaje al español para América Latina): es el alcalde de la ciudad de Peaceville. Es irresponsable y le gusta la música de la banda Grojband. Ve la foto de su madre como sí ella estuviera a su lado, hablándole directamente.
- Barney (voz de Rob Tinkler en la original y Raymundo Armijo en el doblaje al español para América Latina): es un hombre multimillonario que posee múltiples negocios por la ciudad.
- Buzz Newsworthy (voz de Dwayne Hill en la original y Humberto Solórzano en el doblaje al español para América Latina) y Chance Happening (voz de Julie Lemieux en la original y Gaby Cárdenas en el doblaje al español para América Latina): son los presentadores de las noticias de Peaceville. Son competitivos y suelen exagerar sus historias.
- Kate Persky (voz de Addison Holley en la original y Liliana Barba en el doblaje al español para América Latina) y Allie Day (voz de Madelyn May en la original y Nycolle González en el doblaje al español para América Latina): son un par de niñas que son las mayores admiradoras de Grojband, y harán lo que sea por ellos. Son las únicas que conocen el secreto de la inspiración de Corey.
- La Experiencia Orbe (voz de Sagan McMahan en la original y Rolando de Castro en el doblaje al español de América Latina): son una banda espacial empeñada en destruir el mundo, pero antes quieren desafiar a Grojband en un duelo de bandas. Conformadas por T'ORB, Z'ORB, N'ORB y G'ORB, su líder. Se separan en el último episodio de la temporada.

## Episodios
| Temporada | Temporada | Episodios | Canadá                  | Canadá             | USA                 | USA                                                          | Latinoamérica      | Latinoamérica       |
| Temporada | Temporada | Episodios | Comienzo                | Final              | Comienzo            | Final                                                        | Comienzo           | Final               |
| --------- | --------- | --------- | ----------------------- | ------------------ | ------------------- | ------------------------------------------------------------ | ------------------ | ------------------- |
|           | 1         | 26        | 5 de septiembre de 2013 | 25 de mayo de 2015 | 10 de junio de 2013 | 31 de marzo de 2014 (online) 12 de abril de 2015 (Boomerang) | 6 de enero de 2014 | 16 de abril de 2014 |